# Pintor del jinete

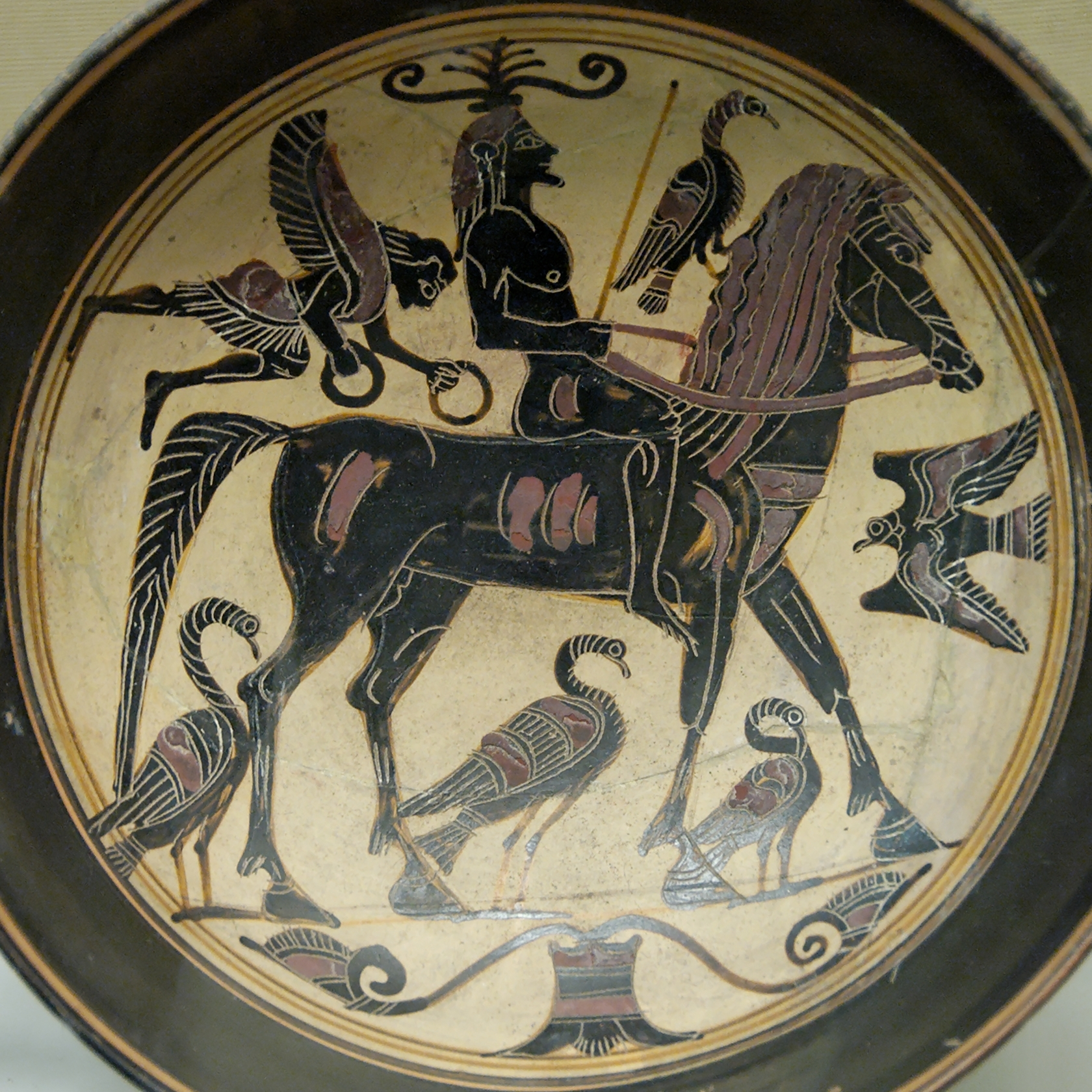
Nombre de vaso del Pintor del jinete. Jinete acompañado de una figura alada (¿Nike?). Copa, circa 550-520 a. C., Londres, Museo Británico.

El Pintor del Jinete fue un pintor de vasos griego que trabajó en Laconia a mediados del siglo VI a. C. y es una de las cinco figuras más importantes de la pintura de vasos laconia. Se desconocen sus fechas exactas de nacimiento y muerte, y dado que no firmaba sus obras, su nombre no se ha conservado. Recibió su nombre de una copa con la imagen de un jinete, conservada en Londres.
Es posible que comenzara su carrera alrededor del año 560 a. C. y estuvo activo hasta el tercer cuarto del siglo. Perteneció a la segunda generación de maestros laconios; fue contemporáneo del Pintor de la caza. No fue un maestro especialmente talentoso, pero representó una variedad de temas y escenas de grupo de una manera bastante individual.
Según algunas opiniones, su única contribución a la pintura laconia fue copiar las obras del gran maestro local, el Pintor de Naukratis, lo que facilitó el conocimiento de la obra de su gran predecesor. Varios de sus vasos se han encontrado intactos en tumbas etruscas, mientras que un número significativo de vasos asociados con el Pintor de Náucratis se han encontrado fragmentados en el Hereo de Samos.
Su nombre es desconocido, pero se le llama el Pintor del jinete por el jinete que aparece en su vaso epónimo en el Museo Británico. Pintó varias formas, incluyendo lebes, una forma rara en Esparta, pero predominantemente kílices. Produjo principalmente para la exportación, como indica el hecho de que una de sus obras ha sido descubierta hasta ahora en Laconia. Su taller no podido ser localizado, pero tal vez estaba en un asentamiento perieco. Como los estilos de pintura identificables y las peculiaridades en las formas de los vasos tienden a ser consistentes, se asume que el Pintor del jinete, como otros pintores de vasos laconios, era tanto alfarero como pintor. Se le considera algo inferior en talento a los otros cuatro grandes pintores de vasos laconios. Representó principalmente escenas de la mitología griega, como Cadmo.Una de sus obras más conocidas representa el cegamiento de Polifemo, donde el pintor condensó todo el proceso en una sola imagen, de acuerdo con el método narrativo griego arcaico. También se conoce un dinos decorado con un friso de animales, la lucha entre Heracles y centauros.Otros motivos incluyen escenas de la vida cotidiana, como los comastas o el jinete del mismo nombre.